# Erzbistum Santiago de Guatemala
Das Erzbistum Santiago de Guatemala (lateinisch Archidioecesis Sancti Jacobi in Guatemala) ist ein Erzbistum der römisch-katholischen Kirche in Guatemala und Sacatepéquez mit Sitz in Guatemala-Stadt.

## Geschichte
Das Bistum wurde am 18. Dezember 1534 durch Papst Paul III. als Bistum Guatemala (Santiago de Guatemala) („Guatimalensis (Sancti Jacobi Majoris de Guatemala)“) aus dem Bistum Santo Domingo heraus gegründet und unterstand dem Erzbistum Sevilla. Mit Erhebung des Bistums Mexiko zum Erzbistum 1546 wurde das Bistum dem Erzbistum Mexiko unterstellt. Erster Bischof war der Spanier Francisco Marroquín. Durch Papst Benedikt XIV. wurde das Bistum am 16. Dezember 1743 zum Erzbistum erhoben; erster Erzbischof war Pedro Pardo de Figueroa. 2013 erfolgte die Umbenennung in Santiago de Guatemala.

## Weblinks

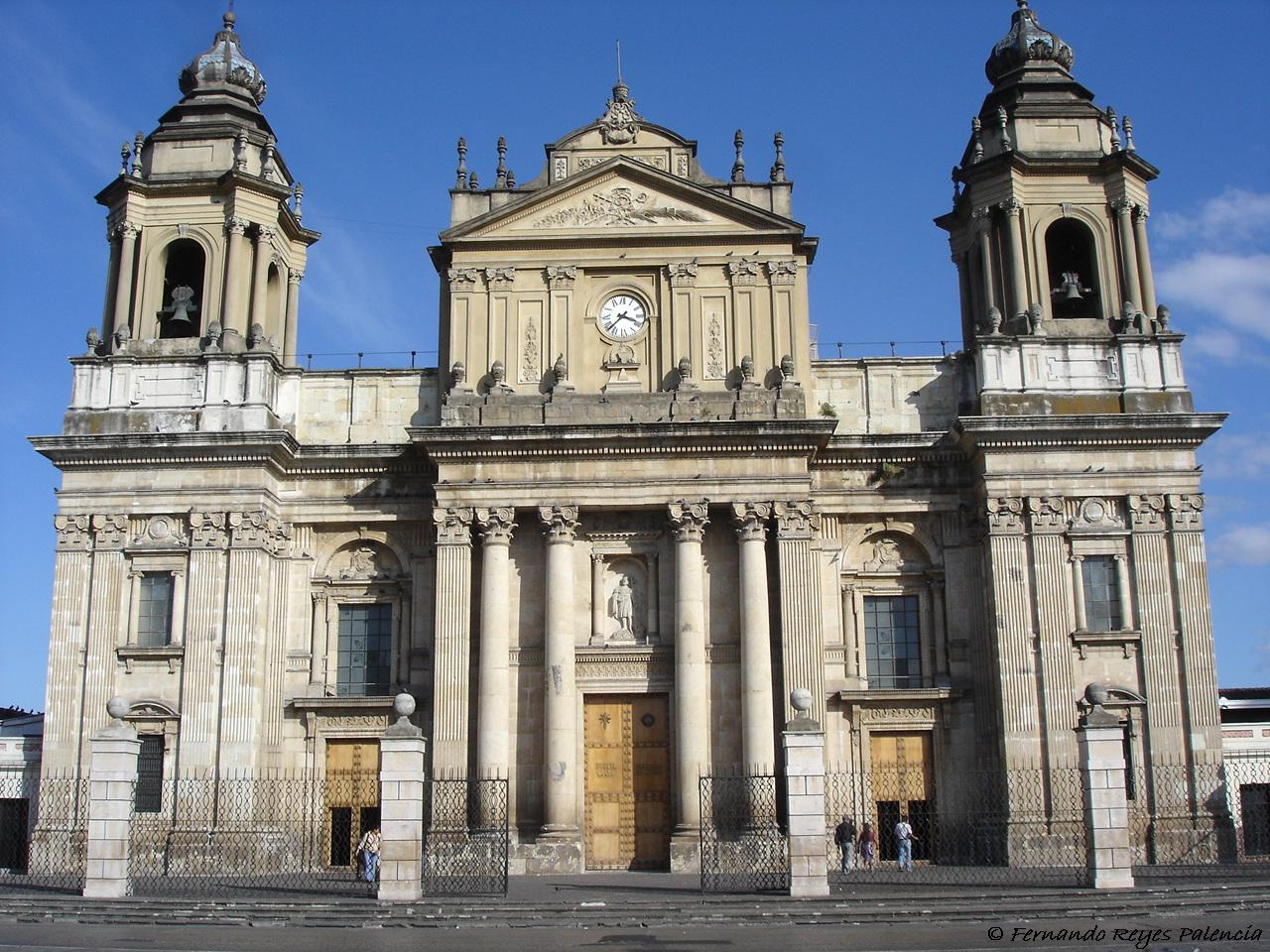
Catedral Primada Metropolitana de Santiago